# Brave-ish Heart
Brave-ish Heart est le cinquième épisode de la série télévisée britannique Class, spin-off de la série de science-fiction Doctor Who. Il est diffusé originellement sur BBC Three le 12 novembre 2016.

## Distribution
- Greg Austin : Charlie
- Fady Elsayed (en) : Ram
- Sophie Hopkins : April
- Vivian Oparah (en) : Tanya
- Katherine Kelly : Mlle Quill
- Jordan Renzo (en) : Matteusz Andrzejewski
- Pooky Quesnel (en) : Dorothea Ames
- Paul Marc Davis (en) : Corakinus
- Aaron Neil : Varun
- Shannon Murray : Jackie
- Con O'Neill : Huw
- Pooja Shah (en) : Mme Shah
- Moses Adejimi : étudiante

## Résumé
April et Ram sont partis dans le royaume du peuple de l'Ombre, mais pendant ce temps, la Terre est envahie par des pétales mortels.

### Continuité
- Mlle Quill mentionne les événements de For Tonight We Might Die et The Coach with the Dragon Tattoo, ainsi que U.N.I.T.
- C'est la première fois que Charlie ouvre le Cabinet des Âmes.
- Mlle Quill dit à Charlie avoir déjà été amoureuse, un jour, et qu'elle sait ce que cela fait.